# Oleg V. Minin
Oleg V. Minin (em russo:  Олег Владиленович Минин; nascido em 22 de março de 1960 em Novosibirsk Academytown, Rússia), é um físico russo, membro correspondente da Academia Russa de Metrologia e professor titular de Física na Universidade Politécnica de Tomsk. Ele tornou-se conhecido pela contribuição para a criação de novas direções na ciência: placa THz 3D Zone, carga em forma hipercumulativa, luz estruturada em sub comprimento de onda, incluindo acústica e plasmon de superfície.

## Prémios
- Pela contribuição para a teoria da hipercumulação, O. V. Minin recebeu a medalha do Comité Nacional Russo de Mecânica Teórica e Aplicada da Academia Russa de Ciências com o nome de Kh.A. Rakhmatulin em 2013.[1]

- Medalhas russas com o nome de V. I. Vernadsky e A. Nobel.[2]